# Ben Komproe
Bernhard "Ben" Komproe (* 22. Oktober 1942 in Curaçao; † 11. Oktober 2004 in Willemstad, Curaçao) war ein Politiker der Niederländischen Antillen.

## Biografie
Ben Komproe wurde am 22. Juli 2003 Premierminister der Niederländischen Antillen und damit Chef der ersten von der Frente Obrero Liberashon (Arbeiterbefreiungsfront) gebildeten Regierung. Komproe übernahm dieses Amt, da der Vorsitzende der FOL Anthony Godett wegen laufender Ermittlungsverfahren nicht selbst Premierminister werden konnte. Bereits am 11. August 2003 folgte Godetts Schwester Mirna Louisa-Godett Komproe als Premierministerin, so dass er lediglich 20 Tage im Amt war.
Im Kabinett von Louisa-Godett wurde Komproe daraufhin am 11. August 2003 Justizminister. Die Opposition warf im kurz darauf illegales Verhalten vor, weil er dem verurteilten FOL-Mitglied Nelson Monte den Aufenthalt auf der Privatstation eines Krankenhauses ermöglichte, obwohl dieser sich in Haft befinden müsste. Die Anschuldigungen führten zu seinem Rücktritt als Justizminister im April 2004 und letztlich zum Sturz der Regierung von Louisa-Godett am 3. Juni 2004.
Am 6. September 2004 wurde er selbst wegen des Verdachts des Betrugs, professioneller Korruption sowie Teilnahme an einer kriminellen Vereinigung festgenommen. Angeblich gab er Dutzenden von Prostituierten aus der Dominikanischen Republik und Kolumbien eine Aufenthaltserlaubnis für die Arbeit in dem Freiluftbordell Campo Allegre als Gegenleistung für den Empfang von Geldern für die FOL vom Besitzer des Campo Alegre, Giovanni van Ierland. Während der Untersuchungshaft erkrankte er und blieb nach einer Notoperation bis zu seinem Tod bewusstlos.